# Peter Lindmark
Peter Lindmark (* 8. listopadu 1956 Kiruna) je bývalý švédský hokejový brankář. Byl známý také jako Pekka Lindmark, měřil 180 cm a vážil 81 kg.
Zpočátku chytal v rodném městě za kluby IFK Kiruna a Kiruna AIF, v roce 1979 přestoupil do Timrå IK. V roce 1981 získal cenu Zlatý puk. V roce 1984 se stal hráčem klubu Färjestad BK, s nímž získal v letech 1986 a 1988 mistrovský titul. Za rok 1987 mu byla udělena Zlatá helma. V letech 1988 až 1997 chytal za Malmö Redhawks, kterým pomohl postoupit do nejvyšší soutěže a v 1992 a 1994 se s nimi stal mistrem Švédska. Podílel se také na vítězství Malmö v Evropském hokejovém poháru v roce 1992. Kariéru ukončil v roce 1999 v týmu Luleå HF.
Za švédskou reprezentaci nastoupil v letech 1981 až 1991 ve 174 utkáních. Zúčastnil se šesti světových šampionátů: 1981 (druhé místo), 1982 (čtvrté místo), 1985 (šesté místo), 1986 (druhé místo), 1987 (mistr světa) a 1991 (mistr světa). V letech 1981 a 1986 byl zvolen nejlepším brankářem mistrovství. Získal také bronzovou medaili na olympiádě v Calgary v roce 1988. Třikrát startoval na Kanadském poháru: 1981 (páté místo), 1984 (druhé místo) a 1987 (semifinále).